# 盧加諾足球會
盧加諾足球會（義大利語：FC Lugano）是一支位於瑞士盧加諾的職業足球會，目前於瑞士足球超級聯賽角逐。

## 歷史
盧加諾俱樂部於2003年宣布破產，並被強制退出聯賽。由於破產，球隊更名為AC盧加諾，並派出21歲以下球員參賽，此前他們被迫出售或解散一線隊以償還債務。2004年，俱樂部與馬爾坎託內阿格諾（Malcantone Agno）合併，決定盧加諾將透過瑞士挑戰聯賽重返瑞士足球體系。

## 榮譽
- 瑞士足球超级联赛冠军：1937–38, 1940–41, 1948–49
- 瑞士盃冠军：1930–31, 1967–68, 1992–93, 2021–22
- 瑞士足球超级联赛公平競賽獎：2021–22[2]

## 著名球員
- 埃茲詹·阿利奧斯基（Ezgjan Alioski）

## 外部連結
- Official website （页面存档备份，存于） （意大利文）